# Famille Johnson
Pour les articles homonymes, voir Johnson.
Cette page explique l’histoire ou répertorie les différents membres de la famille Johnson.
La famille Johnson est une lignée québécoise célèbre de trois de ses membres ayant été premier ministre du Québec.

## Arbre généalogique
- Francis Johnson (1882 - 1959), journalier et petit-fils de l'immigrant George Johnson, arrivé au Bas-Canada en 1823
  - Daniel Johnson (père) (1915 - 1968), chef de l'Union nationale de 1961 à 1968 et premier ministre du Québec de 1966 à 1968. Il était le père de Pierre Marc et de Daniel.
    - Pierre Marc Johnson (1946 - ), chef du Parti québécois de 1985 à 1987 et premier ministre du Québec en 1985.
    - Daniel Johnson (fils) (1944 - ), chef du Parti libéral du Québec de 1994 à 1998 et premier ministre du Québec en 1994.

  - Maurice Johnson eut également une courte carrière politique en étant député progressiste-conservateur de la circonscription fédérale de Chambly—Rouville de 1958 à 1962. Candidat à sa propre succession, il est finalement battu par le libéral Bernard Pilon.

## Anecdotes
Les trois membres nommés ci-haut ont tous été premiers ministres du Québec dans trois partis différents. De plus, aucun n'a réalisé un mandat complet. En effet, Daniel Johnson (père) est mort au début de sa troisième année au pouvoir, Pierre Marc Johnson a été élu chef du Parti québécois à la suite de la démission de René Lévesque et déclenche des élections générales, qu'il perdit quelques mois plus tard. Quant à Daniel Johnson (fils), il est devenu premier ministre après la démission de Robert Bourassa et fut battu aux élections au courant de la même année.